# Judit Bognár
Judit Bognár (geschiedene Lendvay; * 28. Januar 1939 in Székesfehérvár; † 26. November 2011 in Budapest) war eine ungarische Kugelstoßerin und Diskuswerferin.
Bei den Weltfestspielen der Jugend und Studenten 1959 gewann sie Bronze im Kugelstoßen.
1962 wurde sie bei den Leichtathletik-Europameisterschaften in Belgrad Achte im Kugelstoßen und Zwölfte im Diskuswurf, und 1963 holte sie bei der Universiade Silber im Kugelstoßen und Bronze im Diskuswurf.
Im Kugelstoßen wurde sie bei den Olympischen Spielen 1964 in Tokio Elfte und gewann 1965 bei der Universiade Bronze. 1966 wurde sie Fünfte bei den Europäischen Hallenspielen in Dortmund und Neunte bei den Europameisterschaften in Budapest. Beim Leichtathletik-Europacup 1967 in Kiew wurde sie Dritte und bei den Olympischen Spielen 1968 in Mexiko-Stadt und den Europäischen Hallenspielen 1969 in Belgrad jeweils Vierte.
Bei den Europameisterschaften 1971 in Helsinki wurde sie Achte im Kugelstoßen und schied im Diskuswurf in der Qualifikation aus.
Im Kugelstoßen folgte ein elfter Platz bei den Olympischen Spielen 1972 in München und ein achter Platz bei den Leichtathletik-Halleneuropameisterschaften 1974 in Göteborg.
13-mal wurde sie Ungarische Meisterin im Kugelstoßen (1959, 1962–1968, 1970–1974) und zweimal im Diskuswurf (1959, 1973). 1974 wurde sie Ungarische Hallenmeisterin im Kugelstoßen.

## Persönliche Bestleistungen
- Kugelstoßen: 18,23 m, 7. September 1972, München
- Diskuswurf: 56,38 m, 30. Juni 1968, Budapest